# Râul Valea lui Fătu
Râul Valea lui Fătu este unul din brațele care formează râului Sebeș. 